# Semyonovka
Semyonovka (azerbajdzjanska: Qızılkənd, ryska: Semënovka) är en ort i Azerbajdzjan.   Den ligger i distriktet İmişli Rayonu, i den sydöstra delen av landet, 231 km väster om huvudstaden Baku. Semyonovka ligger 9 meter över havet och antalet invånare är 3 337.
Terrängen runt Semyonovka är platt. Närmaste större samhälle är Imishli, 31 km norr om Semyonovka. 
Trakten runt Semyonovka består till största delen av jordbruksmark. Runt Semyonovka är det ganska glesbefolkat, med 48 invånare per kvadratkilometer.